# Биймурзаева, Зулай Арслановна
Зулай Арслановна Биймурзаева — советский общественный и политический деятель, депутат Верховного Совета РСФСР.

## Биография
По национальности кумычка.
Избиралась депутатом Верховного Совета РСФСР I созыва от Хасавюртовского избирательного округа Дагестанской АССР (1938—1947).